# Igor Volk
Igor Petrovič Volk (rusky Игор Петрович Волк; 12. dubna 1937 Zmijiv, Charkovská oblast, Ukrajinská SSR, SSSR – 3. ledna 2017, Bulharsko) byl sovětský (resp. od 1991 ruský) letec a kosmonaut, který se připravoval na nakonec neuskutečněné lety raketoplánem Buran, v rámci přípravy absolvoval v roce 1984 krátkodobý kosmický let Sojuzem T-12 na stanici Saljut 7.

## Život

### Mládí, pilot
Narodil se 12. dubna 1937 ve městě Zmijiv na východě sovětské Ukrajinské SSR. Později se jeho rodina přestěhovala na Dálný východ, do Vorošilova (dnešní Ussurijsk) a poté do Kurska, kde navštěvoval tamní letecký klub.
Od roku 1954 sloužil v Sovětské armádě, roku 1956 s úspěchem dokončil studium na Kirovogradské vojenské letecké škole (Кировоградское военное авиационное училище летчиков), načež byl přeložen ke stíhacímu letectvu Bakuského okruhu PVO. Roku 1963 odešel z armády v hodnosti nadporučíka do školy zkušebních letců při Letecko-výzkumném institutu M. M. Gromova v Žukovském u Moskvy, kterou absolvoval roku 1965. V institutu zůstal jako zkušební letec, současně do roku 1969 dálkově studoval na MAI (Moskevská letecká škola). Létal na všech tehdy existujících letadlech v sovětské armádě, měl nalétáno přes 5000 letových hodin.

### Kosmonaut
V Letecko-výzkumném institutu vznikla v červenci 1977 šestičlenná skupina zkušebních letců, která se začala připravovat na kosmické lety v rámci programu Eněrgija-Buran, jejím členem byl i Igor Volk. V srpnu 1978 získal souhlas Hlavní lékařské komise ke kosmickému výcviku a koncem roku byl jmenován velitelem skupiny. Od dubna 1979 letci zahájili všeobecnou kosmickou přípravu ve Středisku přípravy kosmonautů v Hvězdném městečku, a to formou opakovaných kratších stáží, pokračovali totiž v letech v institutu. Výcvik dokončil a kvalifikaci „zkušební kosmonaut“ získal v únoru 1982.

### Let do vesmíru
V rámci přípravy na let raketoplánem Buran měl získat zkušenosti z letů do vesmíru na lodích Sojuz, proto byl už v září 1982 zařazen do posádky krátkodobého letu Sojuzu na stanici Saljut 7, k Leonidu Kizimovi a Vladimiru Solovjovovi. Nicméně v květnu 1983 byla posádka rozpuštěna.
Znovu zahájil přípravu k letu v prosinci 1983. Do vesmíru letěl na palubě Sojuzu T-12 (COSPAR 1984-073A) v létě roku 1984. Partnery mu byli Vladimir Džanibekov a Světlana Savická. Cílem jejich posádky byla sovětská orbitální stanice Saljut 7, kde již byla stálá posádka (Leonid Kizim a Oleg Aťkov). Nová trojice byla na stanici čtvrtou návštěvou. Na její palubě strávili 10 dní, pak se vrátili na Zem. Přistáli s kabinou na padácích na území Kazachstánu. Volk je registrován jako 143. člověk ve vesmíru s 11 dny strávenými v kosmu.
- Sojuz T-12, Saljut 7 (17. července 1984 – 29. července 1984)

Méně než dvě hodiny po přistání – s cílem ověřit pilotní schopnosti po kosmickém letu – na trase Bajkonur–Moskva pilotoval letadlo Tu-154 vybavené řízením Buranu a vzápětí letěl zpět s MiGem 25 upraveným tak, aby měl letové charakteristiky blízké Buranu.

## Po letu
V čele oddílu kosmonautů institutu se podílel na vývoji systému řízení Buranu, účastnil se pojezdových zkoušek a zkušebních letů analogu raketoplánu OK-GLI ve funkci velitele posádky. Současně se připravoval na let Buranem, podle plánů institutu a nadřízeného ministerstva leteckého průmyslu měl být při první misi velitelem (jeho druhým pilotem měl být Rimantas Stankjavičjus, roku 1988 zaměněný Magomedem Tolbojevem). Současně se připravoval s Alexandrem Ivančenkovem z NPO Energija.
Roku 1987 se stal náčelníkem Odvětvového komplexu přípravy zkušebních kosmonautů (OKPKI, Отраслевого комплекса подготовки космонавтов-испытателей, ОКПКИ), což bylo středisko přípravy kosmonautů ministerstva leteckého průmyslu.
Start Buranu byl odsouván a nakonec roku 1992 bylo rozhodnuto o zastavení prací na Buranu a v příštím roce i na raketě Eněrgija. Vedení institutu a zejména Igor Volk stále doufali v obnovení programu a přes výzvy vlády k ukončení činnosti udržovali oddíl kosmonautů až do začátku roku 2002, kdy z institutu odešli dva ze tří zbývajících kosmonautů, včetně Igora Volka. Mezitím Volk v letech 1995–1997 zaujímal funkci zástupce náčelníka institutu a vedoucího jeho Letového zkušebního střediska.
Vedle létání a kosmonautiky se Igor Volk věnoval i sportu, v letech 1986–1990 byl prezidentem Všesvazové tenisové federace SSSR. V letech 2003–2005 byl prvním viceprezidentem federace kosmonautiky, angažoval se v hnutí Zelených.
S manželkou Valentinou Alexandrovnou měl dvě dcery.